# Nordic Pearl
Il Nordic Pearl è un traghetto appartenente alla compagnia di navigazione Go Nordic Cruiseline.

## Servizio
Varato il 22 ottobre 1988 nel cantiere navale Wärtsilä di Turku con il nome di Athena e consegnato il 21 aprile 1989 alla Viking Line, prende servizio come nave da crociera nei collegamenti tra Mariehamn e Stoccolma.

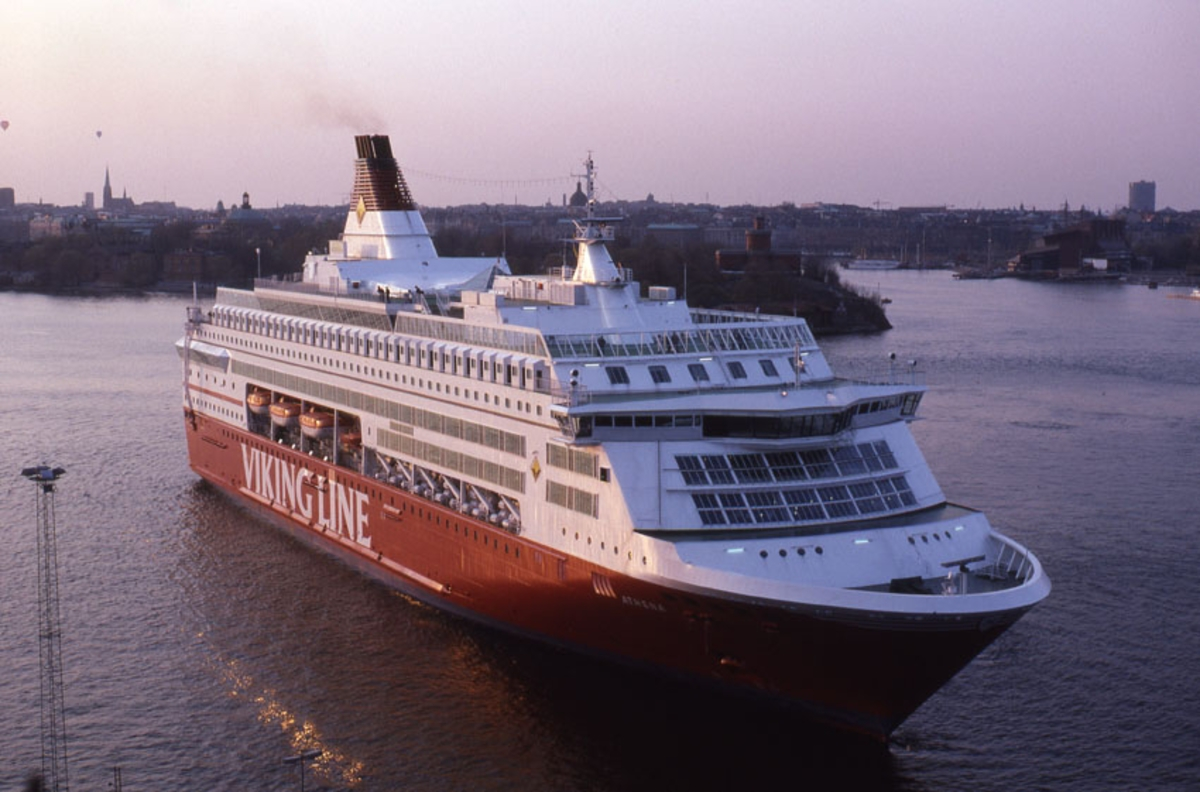
L'Athena a Stoccolma.

Il 23 settembre 1993, con il fallimento del ramo crocieristico di Viking Line, ne venne annunciata la cessione alla compagnia crocieristica Star Cruises per circa 85 milioni di dollari. Successivamente salpò per il cantiere navale di Turku, dove venne ribattezzato Star Aquarius il giorno successivo.

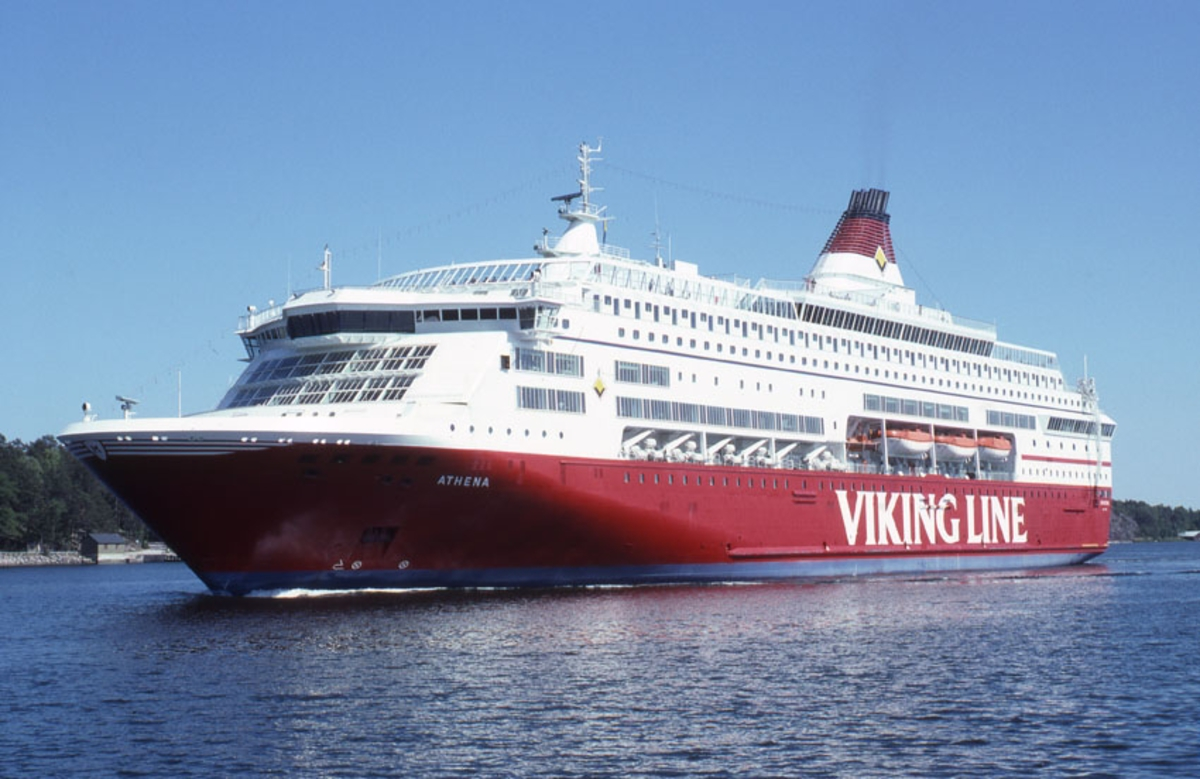
L'Athena in navigazione.

Nell'ottobre del 1993 il traghetto venne trasferito in cantiere a Singapore, che lo adattò al nuovo servizio sottoponendolo ad un massiccio refitting degli interni. Durante i lavori, il ponte auto venne trasformato in un casinò.
Nel dicembre del 1993 venne ribattezzato Langkapuri Star Aquarius ed iniziò a venire impiegato come nave da crociera in minicrociere di circa quattro giorni con partenza da Singapore.
Nel 1998 il porto di partenza venne spostato ad Hong Kong.
Dal 1999 venne impiegato in minicrociere tra Taipei, Ishigaki e Naha.
Il 21 gennaio 2001 ne venne annunciata la cessione alla DFDS.
Il 26 febbraio 2001 salpò con il nome troncato in Aquarius da Port Kelang per Singapore, dove vennero rimosse tutte le slot machine. Il 3 marzo salpò nuovamente per i cantieri di Aalborg, giungendovi il 30 marzo, che lo sottoposero a lavori di refitting. Successivamente, venne trasferito nei cantieri di Amburgo.
Il 7 maggio 2001 venne ribattezzato Pearl of Scandinavia ed il 26 giugno prese servizio nei collegamenti tra Copenaghen, Helsinki ed Oslo.
Il 17 novembre 2010, durante la navigazione verso Copenaghen, nel garage del traghetto scoppiò un incendio, causato da un' auto elettrica, prontamente domato dall'equipaggio.

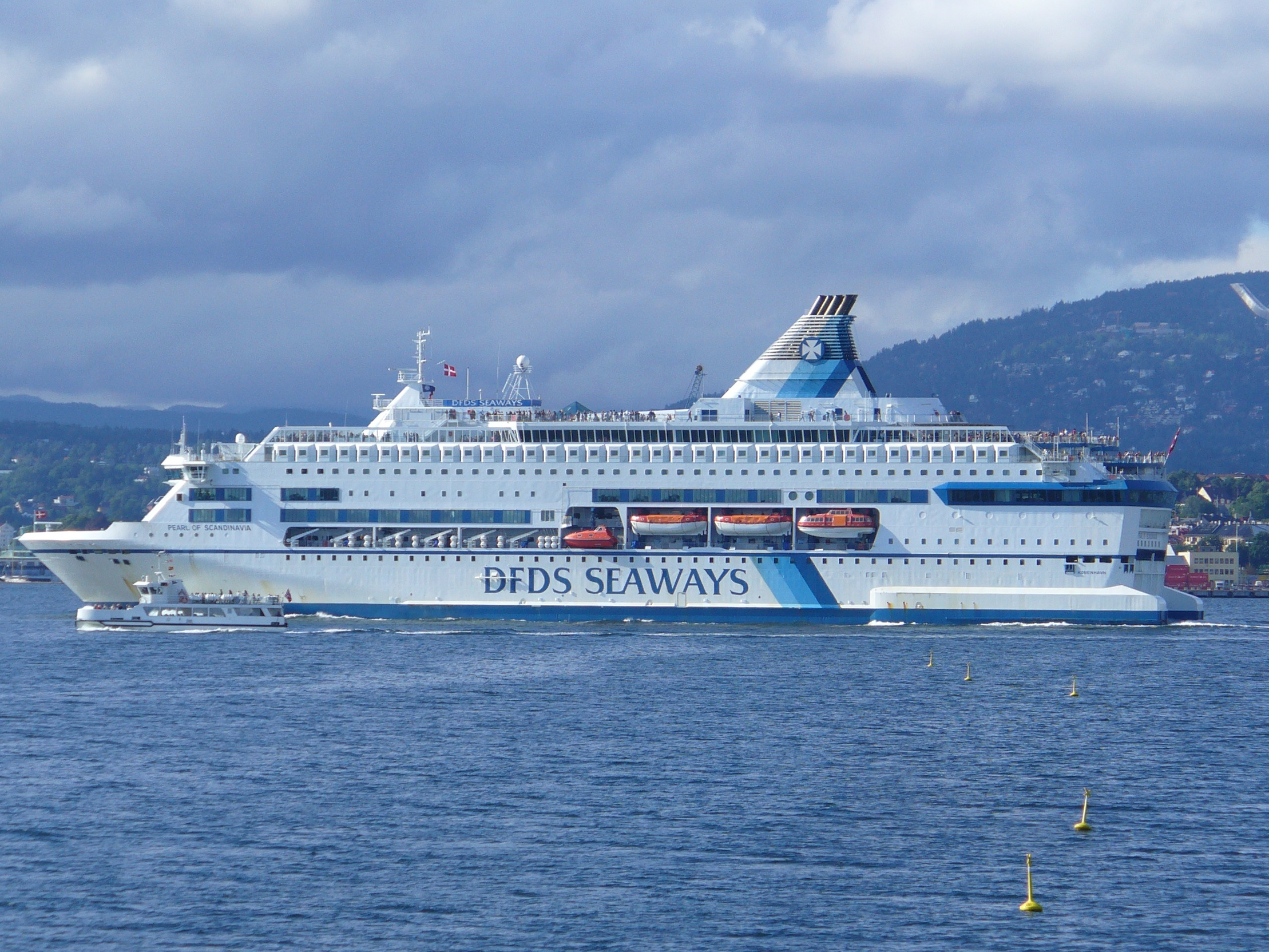
Il Pearl of Scandinavia in partenza da Oslo nel 2010.

Il 19 gennaio 2011 venne ribattezzato Pearl Seaways.
Dal 26 giugno 2020 al 3 gennaio 2021 oper nei collegamenti tra Copenaghen, Frederikshavn e Oslo. Successivamente vienee disarmato a Frederikshavn.

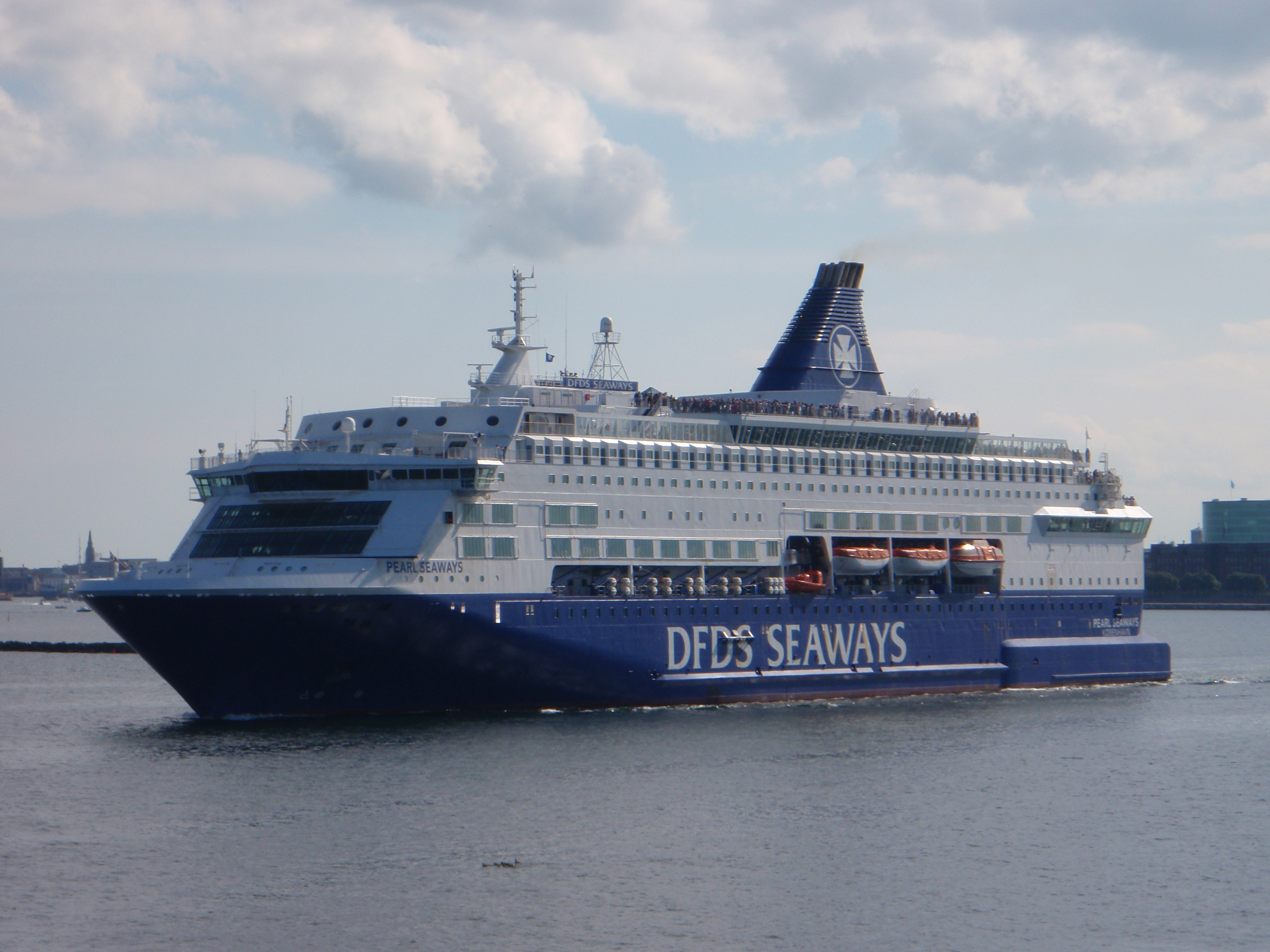
Il Pearl Seaways in partenza da Copenaghen nel 2014.

Il 2 luglio 2021 riprese il servizio nei collegamenti tra Copenaghen, Frederikshavn e Oslo.
Il 10 giugno 2024 ne viene annunciata la cessione alla Go Nordic Cruiseline, alla quale viene consegnato il 1º novembre successivo, quando viene disarmato a Copenaghen.
Il 2 gennaio 2025 venne trasferito nel cantiere navale Öresundvarvet di Landskrona, dove il 15 gennaio viene ribattezzato Nordic Pearl.
Il 28 gennaio 2025 prende servizio nei collegamenti tra Oslo e Copenaghen, dove opera tutt'oggi.

## Navi gemelle
- Star Pisces (ex Kalipso)